# The Final Chapter (album, Hypocrisy)
The Final Chapter je páté studiové album od švédské melodic death metalové skupiny Hypocrisy z roku 1997. Původně se mělo jednat o poslední kapitolu kapely, ale po úspěchu alba se skupina rozhodla pokračovat.

## Seznam skladeb
1. Inseminated Adoption – 4:32
2. A Coming Race – 5:06
3. Dominion – 3:32
4. Inquire Within – 5:45
5. Last Vanguard – 3:23
6. Request Denied – 4:51
7. Through the Window of Time – 3:29
8. Shamateur – 5:16
9. Adjusting the Sun – 4:42
10. Lies – 4:36
11. Evil Invaders (Razor cover) – 3:50
12. The Final Chapter – 5:22
13. Fuck U (bonusová skladba) – 3:46